# Совка розкішна (срібна монета)
«Со́вка розкі́шна» — срібна пам'ятна монета номіналом 10 гривень, випущена Національним банком України, присвячена рідкісному зникаючому виду комах Совці розкішній (ряд — Лускокрилі, родина Noctuidae), який включений до Червоної книги України.
Монету введено в обіг 2 червня 2020 року. Вона належить до серії «Флора і фауна».

## Опис та характеристики монети
| Номінал грн. | Метал           | Маса, грам | Діаметр, мм. | Якість виготовлення | Гурт                           | Тираж, штук |
| ------------ | --------------- | ---------- | ------------ | ------------------- | ------------------------------ | ----------- |
| 10           | срібло (Ag 925) | 31.1       | 38,6         | пруф                | гладкий із заглибленим написом | 2 500       |

### Аверс
На аверсі монети угорі розміщено малий Державний Герб України, який обрамлений вінком із зображень окремих видів флори і фауни. В центрі монети розміщено напис «УКРАЇНА 10 ГРИВЕНЬ 2020».

### Реверс
На реверсі монети зображено Совку розкішну та написи півколом «СОВКА РОЗКІШНА», «STAUROPHORA CELSIA».

## Автори

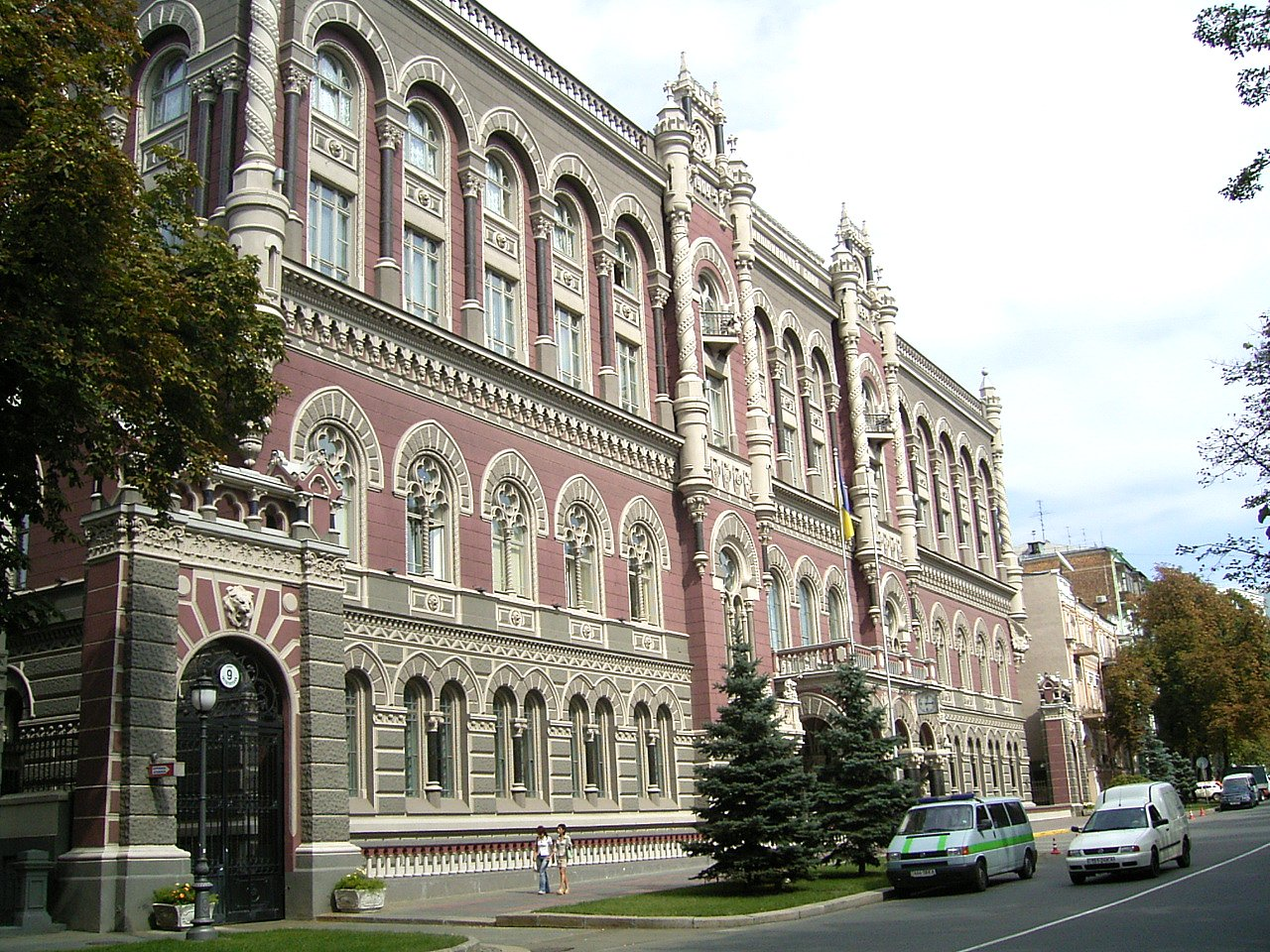
Будівля Національного банку України

- Художник — Дем'яненко Володимир.

- Скульптор — Дем'яненко Володимир.[1]Будівля Національного банку України

## Вартість монети
Роздрібна ціна Національного банку України у 2020 році була 1818 гривень.
Фактична приблизна вартість монети, з роками змінювалася так:

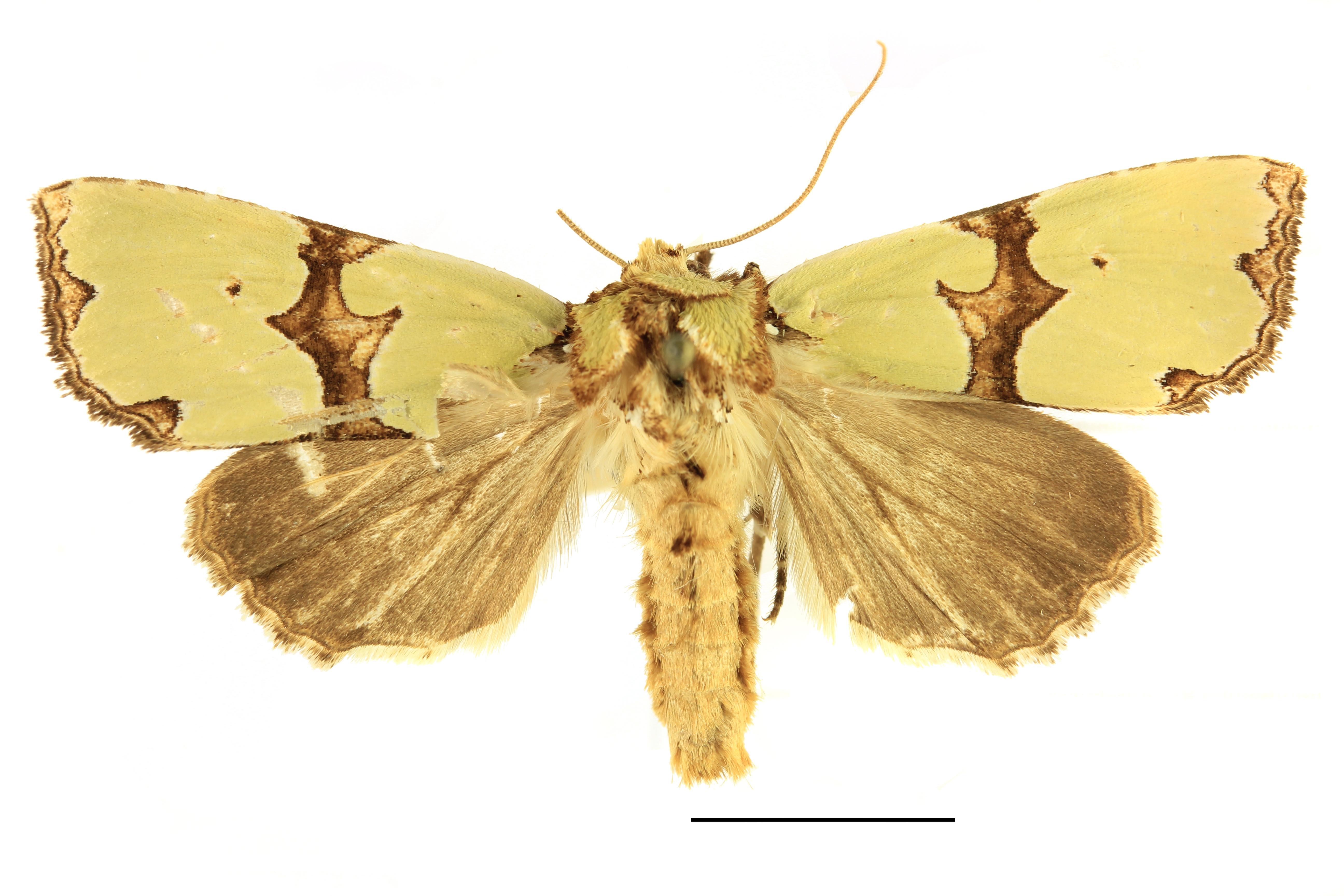
Совка розкішна

| Рік        | 2021  | 2022  | 2023  | 2024  | 2025  |
| ---------- | ----- | ----- | ----- | ----- | ----- |
| Ціна, грн. | 1 660 | 2 000 | 2 370 | 5 000 | 4 800 |